# Felipe Halstensson
Felipe Halstensson (también llamado Felipe de Suecia, 1067-1118). Rey de Suecia aproximadamente de 1105 a 1118. Hijo de Halsten Stenkilsson, se dice que reinó de manera conjunta con su hermano Inge II. Según la saga Hervarar casó en 1095 con Ingegerd Haraldsdatter, la hija del rey Harald III de Noruega. Casó en segundas nupcias con una princesa rusa de nombre desconocido, pero con ninguna tuvo hijos. Falleció hacia 1118, según la tradición fue sepultado en el convento de Vreta.